# Laurentiuskirche (Weisweil)

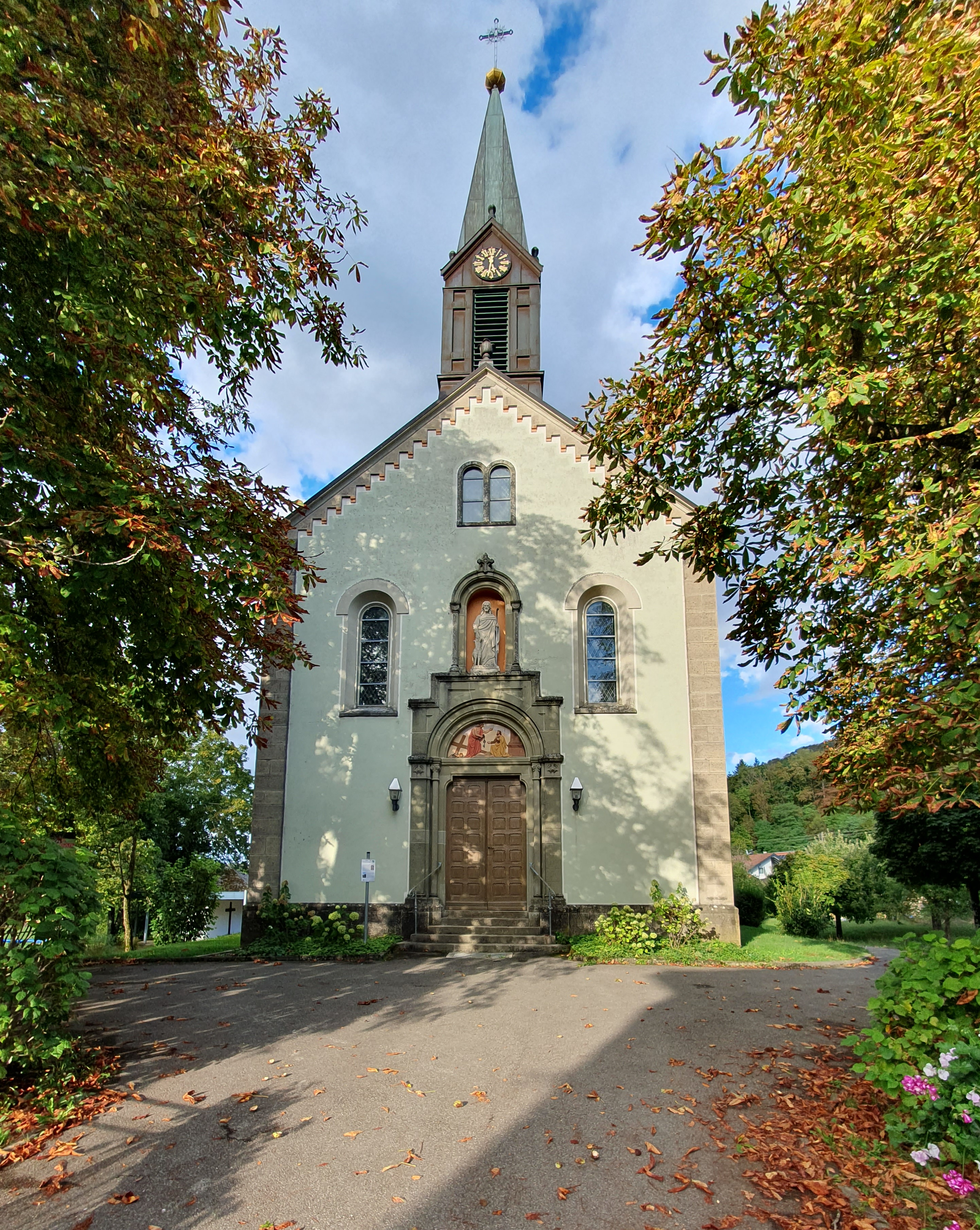
Die Laurentiuskirche in Weisweil im Klettgau

Die Laurentiuskirche in Weisweil, einem Ortsteil von Klettgau im Landkreis Waldshut in Baden-Württemberg, ist eine römisch-katholische Filialkirche. Sie gehört zur Seelsorgeeinheit Klettgau-Wutöschingen im Dekanat Waldshut des Erzbistums Freiburg.

## Geschichte
Die Kirchenrechte von Erzingen, dem Weisweil pfarrkirchlich zugeordnet war, gingen im Jahre 1436 vom Bistum Konstanz an das Kloster Rheinau über.
In Weisweil bestand eine Laurentiuskapelle, aus der noch vier Skulpturen erhalten sind. Zwei davon fertigte der Bildhauer und Kunstschreiner Basilius Neukumm aus Jestetten im Jahr 1782 an: Eine Muttergottesstatue auf dem linken Seitenaltar und der Heilige Antonius der Eremit auf dem rechten Seitenaltar.
Die heutige Kirche wurde in den Jahren 1878 bis 1879 nach den Plänen des Erzbischöflichen Baumeisters Lukas Engesser im Stil der Neuromanik errichtet. Sie ist 22 m lang und 12 m breit. 1999 wurde die Kirche renoviert und 2003 ein neuer Altar durch Erzbischof Oskar Saier eingeweiht.

## Glocken und Turmuhr
Über der Eingangsfassade sitzt auf dem Dachfirst ein hölzerner Glockenturm mit Spitzhelm, in dem zwei Glocken aus Bronze hängen.
- Die größere  wurde 1829 von Joseph Muchenberger in Blasiwald gegossen. Bei einem Durchmesser von 690 mm wiegt sie 210 kg und klingt mit dem Schlagton d″-8.
- Die kleinere wurde 1523 von Niklaus Oberacker gegossen. Ihr Gewicht liegt bei einem Durchmesser von 540 mm bei 100 kg. Sie klingt mit dem Ton gis″-7.

Beide Glocken sind in das Schlagwerk der Turmuhr einbezogen. Die große Glocke schlägt stündlich die jeweilige Stundenzahl, die kleinere sorgt für den Viertelstundenschlag. Am Turm befindet sich in jeder Himmelsrichtung ein Zifferblatt.

## Umgebung
Östlich neben der Kirche befindet sich der Friedhof Weisweil mit einer Einsegnungshalle. Westlich gegenüber befindet sich das ehemalige Schul- und Rathaus mit der Gemeindehalle.